# Baroka FC
Baroka Football Club w skrócie Baroka FC – południowoafrykański klub piłkarski grający w południowoafrykańskiej drugiej lidze, mający siedzibę w mieście Polokwane.

## Sukcesy
- National First Division[1]:
  - mistrzostwo (1): 2015/2016

## Stadion
Domowe mecze klub rozgrywa na stadionie o nazwie Old Peter Mokaba Stadium w Polokwane. Stadion może pomieścić 15000 widzów.

## Reprezentanci kraju grający w klubie
Stan na styczeń 2023.
| - Jemondre Dickens - Athenkosi Dlala - Denwin Farmer - Thabiso Kutumela - Victor Letsoalo - Jackson Mabokgwane - Evidence Makgopa - Sydney Malivha - Punch Masenamela - Mduduzi Mdantsane - Thobani Mncwango - Tebogo Moerane - Kgodiso Monama - Goodman Mosele - Veli Mothwa - Gift Motupa - Mashweu Mphahlele - Dan Ndlovu - Dumisani Ngwenya - Siphelele Ntshangase - Thabo Nthethe - Prince Nxumalo - Vushi Sibiya | - Mpho Kgaswane - Onkabetse Makgantai - Hussein Shabani - Terrence Tisdell - Richard Mbulu - Robin Ngalande - Gerald Phiri Jr. - Manuel Kambala - Hélder Pelembe - Ananias Gebhardt - Joslin Kamatuka - Lloyd Kazapua - Virgil Vries - Abdi Banda - Khalid Aucho - Geofrey Massa - Mwenya Chibwe - Lewis Macha - Davies Nkausu - Talent Chawapiwa - Rodwell Chinyengetere - Elvis Chipezeze - Marshall Munetsi |